# Dionigi di Corinto
Dionisio, conosciuto anche come  Dionigi di Corinto (fl. II secolo), è stato un vescovo greco antico, vescovo di Corinto.
È venerato come santo dalla Chiesa cattolica, da quella ortodossa e da quella copta.

## Biografia
Fu nominato vescovo di Corinto, la sua città. Le poche notizie sulla sua vita sono tramandate da Girolamo e soprattutto da Eusebio di Cesarea, il quale ha conservato frammenti interessanti di otto sue lettere, inviate alle Chiese di Atene, di Lacedemone, di Amastri nel Ponto, di Cnosso a Creta. Tali frammenti non contengono notizie su Dionigi, ma forniscono informazioni sulla religiosità di alcune città e regioni, durante il pontificato di Sotere.
Nel Martiriologo Romano Dionigi è commemorato come martire ma anche sulla sua morte, non ci sono informazioni certe.  

## Culto
(Martiriologo Romano)